# Костур (Болгария)
Костур (болг. Костур) — село в Болгарии. Находится в Хасковской области, входит в общину Свиленград. Население составляет 41 человек.

## Политическая ситуация
Костур подчиняется непосредственно общине и не имеет своего кмета.
Кмет (мэр) общины Свиленград — Георги Стоянов Манолов (инициативный комитет) по результатам выборов в правление общины.